# Mr.ETC
Mr.ETC（ミスター・イーティーシー）は、首都高速道路株式会社が主にETC普及・利用促進のために活用しているキャラクターである。

## 概要
白い車型の顔にETCの文字で表情を作り上げている。コマーシャルなどでMr.ETCの声を担当しているのはタレントの松尾貴史。ライバルは東日本旅客鉄道のSuicaペンギン。チーム・マイナス6%チーム員ナンバー 564でもある。 
2008年「日経エンタテインメント」第3回勝手にエンタ大賞!「あまりにド真面目すぎるで賞」を受賞。
関係する女性キャラクターとして、Ms.カレージョETC（「カレージョ」とは「 (ETC) カード差込済みを確認」「ETCレーンを確認」「ゲート付近はジョコウ（徐行）」というETCゲートへの進入手順から命名）がいる。TVコマーシャル「カレージョのお出かけ篇」の歌は篠原ともえが担当していた（現在は放送終了）。
キャラクターデザインは、電通のアートディレクター。

## 誕生までの経緯とその後の進化
- 首都高速道路が2006年（平成18年）2月に実施したETCキャンペーン「『首都高』今こそETCキャンペーン」においてMr.ETCをメインビジュアルとして採用したのが最初である。
- 2007年（平成19年）4月には首都高速道路に入社し、ETC推進グループに配属された[6]。当初は単一のデザインのみであったが、ETCのキャンペーンにあわせて様々な変身版が現れている。例えば、季節にあわせた装い、ちょい悪オヤジ風、シャーロック・ホームズ風、アフロヘア風などである[7]。
- 平面デザインから立体デザインに進化し、かぶり物やペコちゃん人形風のETC人形が製作され、首都高速道路のパーキングエリアなどにお目見えした[8]。
- 2008年4月からの首都高速道路プチタビキャンペーンでは、フーテンの寅さん風の帽子と鞄の出で立ちで登場するに至った[9]。
- イベントでは、小池百合子元環境大臣や元モーニング娘。の加護亜依、平城遷都1300年記念事業マスコットのせんとくん、元読売ジャイアンツの宮本和知らアスリート達、東京消防庁のキュータともツーショット撮影している[10][11][12]。
- 2008年11月のキャンペーンでは、丸井ブランドのビサルノより衣装協力を得ている[13]。
- 『走り塾』では、国会議事堂前を激走するMr.ETCを見ることができる。
- 2008年12月25日から、キャラクターグッズが発売開始となった[14]。
- 2009年2月からは、アディダスジャパンより衣装協力を得て、同年3月1日の東京レインボーウォークでは、全身をアディダスウェアに身を包んでいる[15]。
- プチタビの動画では、「NIGHT OF FIRE」を踊りきっている。しかし、長州小力バージョンの「NIGHT OF FIRE」らしきものも踊っているが、こちらは完全にマスターしきれていないようである。
- 東日本高速道路の「高速人CAR」をバックに「NIGHT OF FIRE」を踊っているところを見る限りでは、いわゆるハチロク（AE86型カローラレビン、スプリンタートレノ）や頭文字D、パラパラを知る世代のようである。
- 三洋電機のキャラクター、エネルーピーと仲がいい。
- 横浜F・マリノスのキャラクター、マリノスケとPK対決をしている。

## 性格・特徴など
- 性別は男性。年齢は不詳だが、ETC販売促進のために様々な現場に頻繁に現れる。身長はポスターの写真からは、かなりの長身かつスマートに見え、常にETCカラーである紫色のネクタイで決めている。
- 性格は明朗。おおらかで、のんびり屋。シャイである。世事にたけていて、皮肉のきいたユーモアを好む一方、鳥や花やモーツァルトを愛する面もある。老若男女を問わず万人から愛されるキャラクター。
- 常に首都高速道路についての満足度を気にしており、街でいろいろな人に評判を聞いている。
- Mr.ETCの両眼は、自動車にETC車載器が付いていない状態ではただの青点であり、ETC車載器が搭載されると、EとCに変化するようになっている。
- 2008年3月の「おかげさまで80%」キャンペーンポスターでは、Mr.ETCの両眼がピンク色の「8」と「0」になっており、ETC利用率80%の達成を目まで使って喜んでいた。

## 家族・仲間
- 2007年4月28日から2007年5月6日の「首都高ETCゴールデンウィークキャンペーン」ポスターでは、Mr.ETCが妻と覚しき女性、子供といっしょに「今年もゴールデンな思い出つくろう」とささやいているので、家族持ちであると考えられる。
- 仲間については、元祖は乗用車タイプであるが、自動車の種類に合わせて、RV、スポーツカー、ミニバン、タクシー、軽自動車、トラック、バス、黄色パトカー、バイクなど様々な仲間がいる[16]。

## 動画
Mr.ETCが登場する動画としては、プチタビ公式サイトとその中にあるMr.ETC目撃情報があり、さまざまな場所に登場しておどけたり、失敗しているMr.ETCを見ることができる。

### 『走り塾』
『走り塾』とは、Mr.ETCが首都高速道路の料金所付近を激走するYouTube動画のことである。「番外編」として、首都高速道路料金所付近以外を走る動画もある。動画と一緒にMr.ETCの出没場所の壁紙が用意されている。走るときは左腕に東京スマートドライバーの腕章を巻いている。

## Mr.ETCが登場するキャンペーン
Mr.ETCがメインビジュアルとして登場した首都高速道路のキャンペーン
- Mr.ETC誕生から2008年3月頃まではETC普及のためにETCをプレゼント、割引するキャンペーンがメインであったが、2008年4月から始まった「プチタビ」キャンペーンから、他企業とのコラボレーションを積極的に行うキャンペーンに移行しつつある。
- 「プチタビ@銀座」キャンペーンでは、協賛企業にエイベックスを巻き込み、「奇跡のコラボレーション」と謳い、首都高速道路DVD発売まで実現した。
- 「プチタビ@横浜」キャンペーンでは、賞品として日産自動車のマイクラC+Cが用意された。
- 「プチタビ@横浜パート2」キャンペーンでは、「プチタビ@横浜」キャンペーンに引き続き日産自動車のキューブが賞品として提供された。
- 「プチタビ夏休み」キャンペーンでは、日産自動車のセレナが賞品として提供された。

### 2006年
- 『首都高』今こそETCキャンペーン
- ETCプレゼントキャンペーン
- レッツETCデビューキャンペーン

### 2007年
- ETCプレゼントキャンペーンパート2
- プリンターセットETCプレゼントキャンペーン
- 「5,000台に、当たる」ETCプレゼントキャンペーン
- ETCパーソナルカード年会費無料キャンペーン

- ETCスクラッチキャンペーン
- 首都高ETCゴールデンウィークキャンペーン
- ETCプレゼントキャンペーンパート3
- レッツETCデビューキャンペーン夏
- ETCパーソナルカード3つのキャンペーン
- ETCスクラッチキャンペーンパート2
- バイクETCスクラッチキャンペーン

### 2008年
- レッツバイクETCデビューキャンペーン
- 「10,000人に、ETC当たる」ETCプレゼントキャンペーン
- プチタビtoお台場
- プチタビ@銀座×タイムズたのしい街
- バイクETCスクラッチキャンペーンパート2
- プチタビ@横浜×タイムズたのしい街
- バイクETCスクラッチキャンペーンパート3

### 2009年
- プチタビ@横浜×タイムズたのしい街パート2
- プチタビ@夏休み
- バイクETCスクラッチキャンペーンパート4

## CM

### テレビ
Mr.ETCのテレビCM - ETC ガイド
- デビュー篇
- ぼちぼち篇
- そろそろ篇
- おかんがえ篇
- 意見を聞く篇
- キャベツ篇
- 耳をすませば篇